# Adolf August Friedrich Rudorff
Adolf August Friedrich Rudorff (Mehringen, Braunschweig-Lüneburgi Választófejedelemség, 1803. március 21. – Berlin, 1873. február 14.) német jogtudós.

## Élete
1829-ben rendkívüli és 1833-ban rendes tanár lett Berlinben, ahol 1872-ig tanított. Ő alapította a Zeitschrift für Rechtsgeschichtet és kiadta a Zeitschrift für geschichtliche Rechtswissenschaftot. 1860-tól a berlini akadémia tagja volt.

## Művei
- Das Recht der Vormundschaft (Berlin 1832-34, 3 kötet, fő műve)
- Römische Rechtsgeschichte (Lipcse 1857-59, 2 kötet)
- Friedrich Karl von Savigny (Weimar 1862)